# Principality of Hutt River
Hutt River, of voluit Principality of Hutt River was een zelfuitgeroepen onafhankelijke micronatie in West-Australië, zo'n 595 kilometer ten noorden van Perth. De micronatie werd op 21 april 1970 gesticht door de graanboer Leonard George Casley, die door het leven ging als "Prins Leonard I van Hutt River". Na zijn abdicatie, in 2017, werd hij opgevolgd door zijn jongste zoon, Graeme I van Hutt River, het laatste staatshoofd van de micronatie. De overheid van Australië heeft Hutt River nooit als (onafhankelijke) staat erkend. In augustus 2020 hield de micronatie op te bestaan.

## Geschiedenis

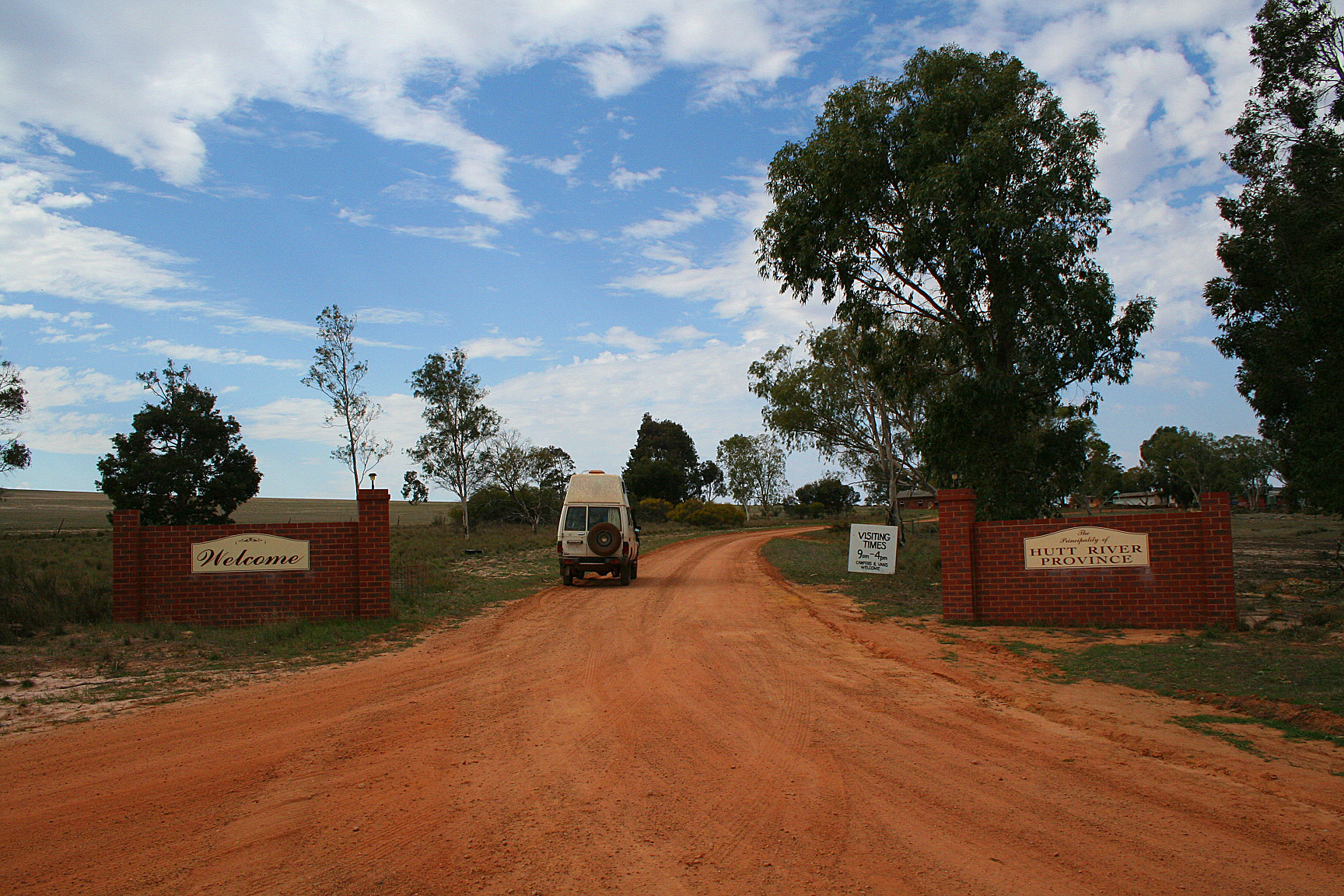
Toegang tot de Principality of Hutt River

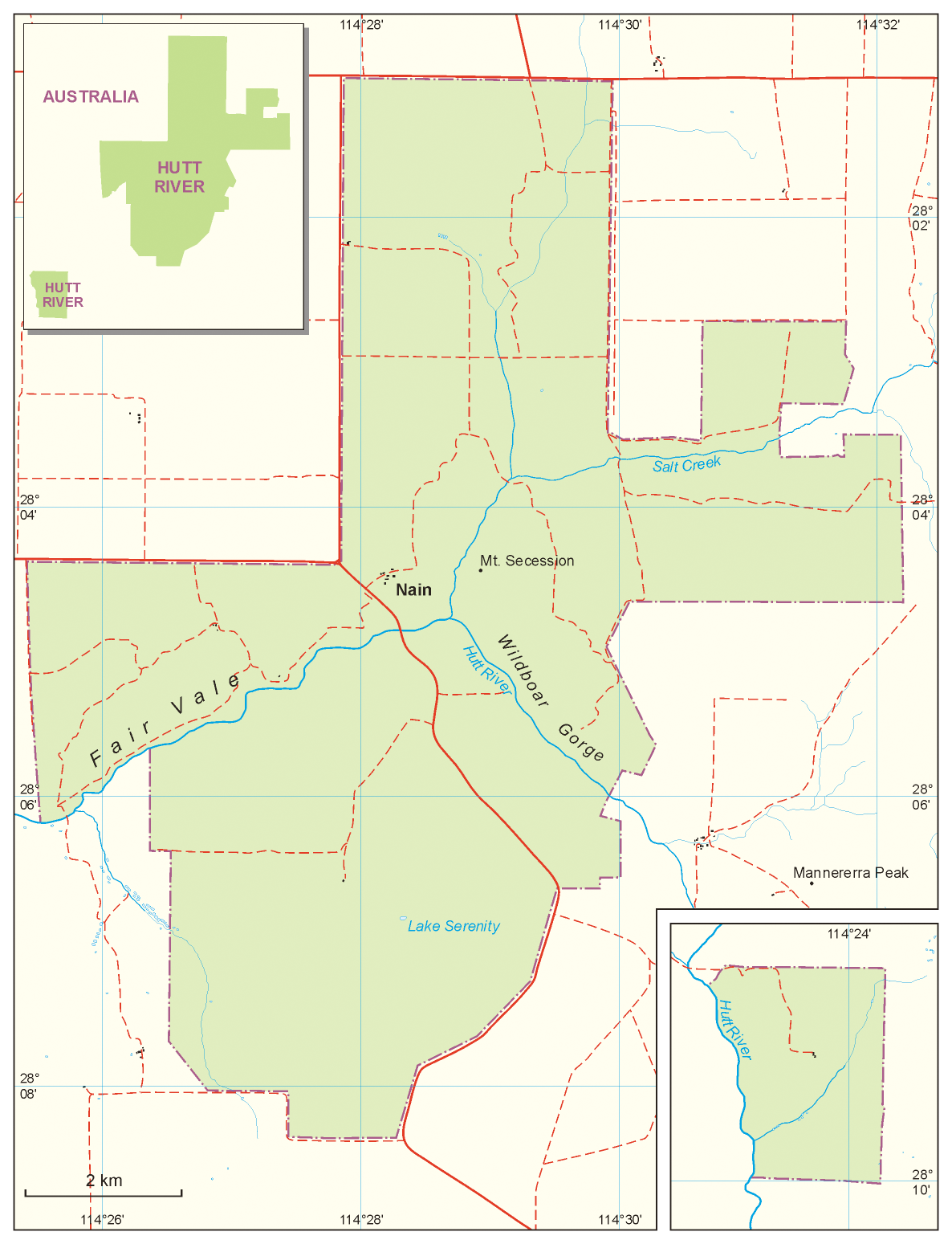
Kaart van Hutt River

Landbouwer Leonard Casley had in 1969 al enige jaren onenigheid met de Australische overheid over het verhogen van de graanquota. In 1970 kon hij zijn bedrijf en zijn personeel niet meer in stand houden omdat er te weinig inkomsten waren door de strenge quota. Maar Casley vond een maas in de Australische wet: bij rechtstreekse economische dreiging mocht er zelfbestuur worden uitgeroepen. Casley vond de graanquota een rechtstreekse economische dreiging, dus scheidde hij zich af van het Gemenebest van Australië. Vele rechtszaken tussen de Australische overheid en Leonard Casley en zijn vrouw Shirley volgden, die stuk voor stuk gewonnen werden door het echtpaar. Op 21 april 1970 werd The Principality of the Hutt River Province uitgeroepen met als staatshoofd Prins Leonard I.
Als gevolg van de covid-pandemie had het in januari 2020 reeds haar grenzen gesloten voor toeristen. Hiermee droogde een belangrijke bron van inkomsten op en bleek het onmogelijk om voor Graeme Casley te voldoen aan de enorm opgelopen belastingschuld. Een belastingschuld die zijn vader in het verleden nog beantwoordde met een oorlogsverklaring aan de staat Australië.  Casley achtte het noodzakelijk om de grond te kunnen verkopen en besloot de micronatie op te heffen.

## Naamwijziging
Vanaf de officiële oprichting van het prinsdom op 21 april 1970 was het prinsdom bekend onder de naam 'Principality of Hutt River Province'. De naam echter deed af aan de soevereiniteit van het land waardoor Prins Leonard in september 2006 tot het besluit kwam de naam te veranderen tot 'Principality of Hutt River'.

## Trivia
De uitgegeven postzegels  en munten zijn geliefd onder verzamelaars. Aan de bezoekers van Hutt River werd een paspoort verstrekt voor 250 Hutt River Dollar. De Principality kende een grote bevolking, dit waren vooral bewoners buiten de landgrenzen, die de nationaliteit gekocht hadden. In Hutt River woonde slechts een krappe honderd burgers. Het overheidsgebouw had naast het verstekken van paspoorten en visa's tevens de functie van postkantoor en toeristenbureau, voor de vele filatelisten en toeristen die het land bezochten. Tot haar dood in 2013 runde prinses-gemalin Shirley Casley het overheidsgebouw. Hutt River had een kabinet, met een slechts ceremoniële functie, omdat prins Leonard I, en later Graeme I, de absolute macht had over het prinsdom. De economie bestond uit de export van bloemen, agrarische producten, geld, postzegels en toerisme.